# Valentin Korn

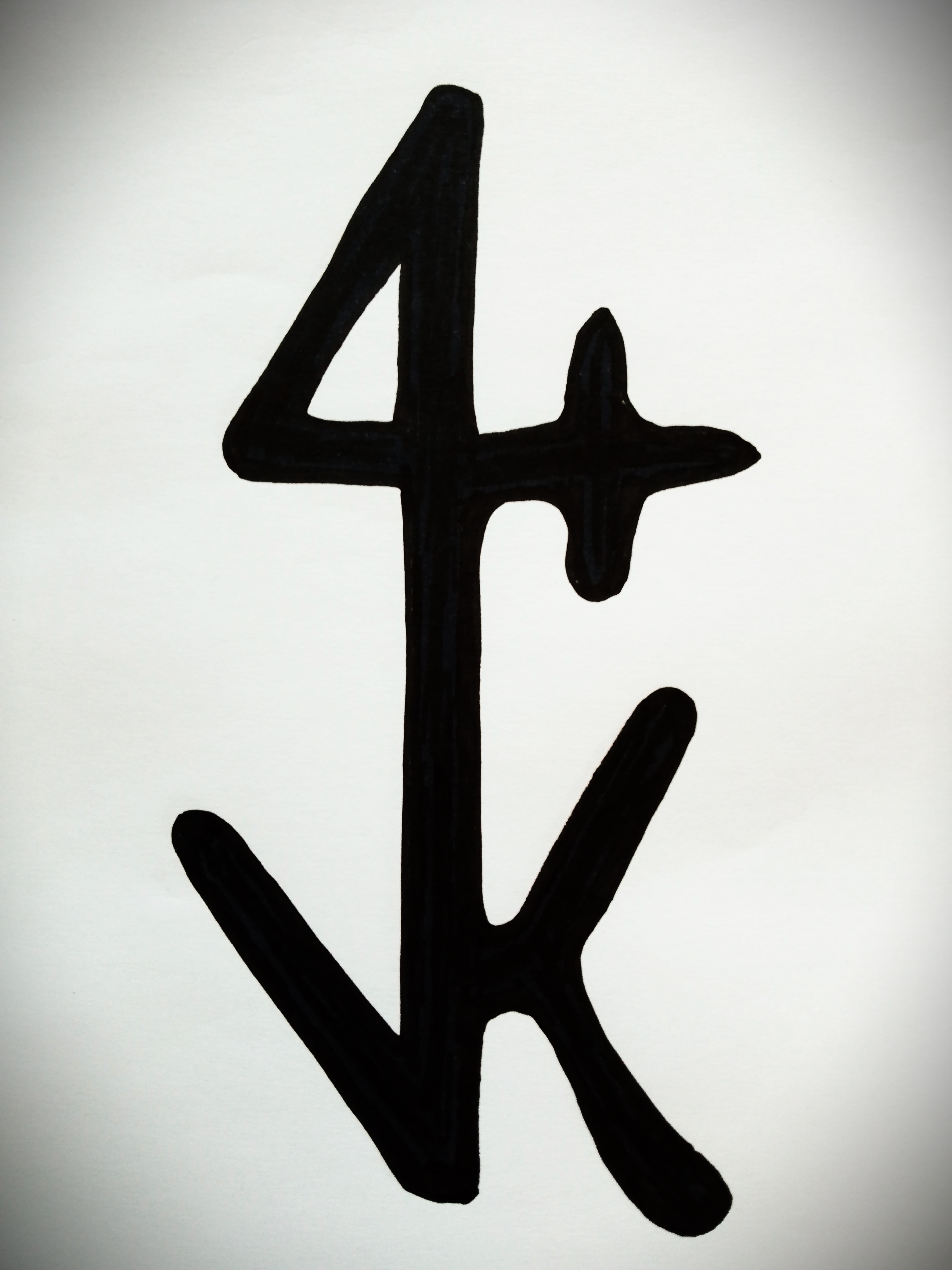
Valentin Korns bomärke år 1652, när han fortfarande var vintappare i Helsingör.

Valentin Korn, död 1684 i Landskrona, var en svensk borgmästare, riksdagsledamot och poet.

## Biografi
Valentin Korn var son till tunnbindaren Hans Jacob Korn (död 1652 i Helsingör) från Köln, som år 1625 blev borgare i Helsingör. Helsingör blomstrade p g a sundstullen, vilket ledde till ett stort inflöde av tyskar, nederländare, engelsmän och skottar. Fadern Hans Jacob Korns hustru i Helsingör hette Rakel Tomasdatter, men huruvida hon var biologisk mor till Valentin Korn är inte känt.
Från åtminstone år 1630 angavs fadern Hans Jacob Korn i Helsingör ha varit vintappare, vilka ofta var utbildade tunnbindare, och år 1638 utsågs han till vinvräkare i samma stad. Valentin Korn kom att efterträda sin far, som vintappare i Helsingör, och år 1654 var han en av tre vintappare i denna stad.
Valentin Korn kom i Danmark att betraktas, som en förrädare, eftersom han under Karl X Gustavs andra danska krig 1658-1660 valde att gå över till svenskarnas sida. 
Den till stor del fiktionaliserade, historiska romanen Svenskerne paa Kronborg (1867) av Herman Frederik Ewald handlar om röjandet av Kronborgsammensværgelsen (en dansk grupps planer på att återerövra slottet Kronborg), varför planerna gick om intet och Oluf van Steenwinckel avrättades år 1659. En av förrädarna i denna roman tilldelades namnet Valentin Korn.
Valentin Korn blev borgare i då svenska Landskrona år 1659 och kort därefter borgmästare (president) i samma stad. Valentin Korn var ledamot av Sveriges ståndsriksdag 1664.
Samtidigt som Valentin Korn verkade, som borgmästare i då svenska Landskrona, innehade hans svågers (Herman Hermansen Backer) svärfar, Martinus Ouw (ca 1600-1674), samma ämbete från år 1661 i danska Helsingör. Även Martinus Ouw figurerar i ovannämnda historiska roman (Svenskerne paa Kronborg) i samband med jordfästelsen av Oluf van Steenwinckels (heltens) parterade och steglade lik år 1660, men då var Martin Ouw fortfarande stadsfogde (Helsingørs Byfoged, Martin Oven).
Valentin Korn författade bl a dikter till Karl XI (1655-1697) år 1676 och dennes gemål Ulrika Eleonora (1656-1693) år 1680. Den första dikten, som delvis var en politisk appell, fick den danske prästen, psalmdiktaren och poeten Thomas Kingo (1634-1703) att i samband med den danska belägringen av Landskrona författa ett svar betitlat Begrædelser ofver Valentin Korn 1676.
Valentin Korns första hustru hette Magdalena Beyers och hans andra hustru Emma Hermansdatter Backer (född i Emden, död 1675 i Landskrona), som tidigare hade varit gift med skepparen Adrian Henrichsen (1611-1651), medan en tredje hustru tidigare sägs ha varit gift med komminister Christopher Rafn (död 1674).
Med sin andra hustru hade Valentin Korn sönerna Hans Jacob Korn (1654-1701) i Landskrona och Helsingborg, Adrian Korn (1655-1727) i Enköping och Litslena och Hendrich Korn (född 1658) i Köpenhamn (kusiner till Casten Aulins första hustru) samt den andra hustruns barn från dennas första äktenskap nämligen Herman Adriansen (död 1683) i Helsingör och Anna Adriansdatter (1649-1685) i Helsingör.